# Dundalk Bay SPA
Dundalk Bay SPA este o arie protejată (arie de protecție specială avifaunistică — SPA) din Irlanda întinsă pe o suprafață de 13.237,9 ha, integral pe uscat.

## Localizare
Centrul sitului Dundalk Bay SPA este situat la coordonatele 53°56′25″N 6°18′03″W / 53.940239°N 6.300834°V.

## Înființare
Situl Dundalk Bay SPA a fost declarat arie de protecție specială avifaunistică în martie 1994 pentru a proteja 32 de specii de animale.

## Biodiversitate
Situată în ecoregiunea atlantică, aria protejată nu include niciun habitat protejat.
La baza desemnării sitului se află mai multe specii protejate de  păsări (32): rață sulițar (Anas acuta), rață pitică (Anas crecca), rață fluierătoare (Anas penelope), rață mare (Anas platyrhynchos), Anser albifrons flavirostris, gâscă cenușie (Anser anser), pietruș (Arenaria interpres), Branta bernicla, Bucephala clangula, fugaci de țărm (Calidris alpina), Calidris canutus, fugaci roșcat (Calidris ferruginea), prundaș gulerat mare (Charadrius hiaticula), cufundar mare (Gavia immer), cufundar mic (Gavia stellata), scoicar (Haematopus ostralegus), pescăruș sur (Larus canus), pescăruș râzător (Larus ridibundus), sitar de mal nordic (Limosa lapponica), sitar de mâl (Limosa limosa), Mergus serrator, culic mare (Numenius arquata), cormoran mare (Phalacrocorax carbo), bătăuș (Philomachus pugnax), ploier auriu (Pluvialis apricaria), ploier argintiu (Pluvialis squatarola), corcodel mare (Podiceps cristatus), călifar alb (Tadorna tadorna), fluierar negru (Tringa erythropus), fluierar cu picioare verzi (Tringa nebularia), fluierarul cu picioare roșii (Tringa totanus), nagâț (Vanellus vanellus).
Pe lângă speciile protejate, pe teritoriul sitului au mai fost identificate 1 specie de plante, 2 specii de păsări.